# Luciano Vázquez
Claudio Luciano Vázquez (n. San Miguel del Monte, Buenos Aires, Argentina, 6 de marzo de 1985) es un futbolista argentino. Juega de delantero en el Deportes Puerto Montt de la  Segunda División de Chile.
Es el futbolista que marcó el gol más rápido de la historia de Flandria, a los 7 segundos en un partido ante San Telmo.
Anoto un gol en el último minuto en un clásico del fútbol chileno llamado "Clásico del Sur" (o más conocido como Clásico de la Décima Región) ante Provincial Osorno por 1-0.

## Clubes
| Club                                  | País      | Año       | Partidos | Goles |
| ------------------------------------- | --------- | --------- | -------- | ----- |
| Atlético Tembetary                    | Paraguay  | 2005-2006 | 0        | 0     |
| La Plata FC                           | Argentina | 2006-2007 | 18       | 2     |
| Huracán de Tres Arroyos               | Argentina | 2007-2008 | 30       | 8     |
| Rivadavia de Lincoln                  | Argentina | 2008-2009 | 30       | 10    |
| Alumni de Villa María                 | Argentina | 2010      | 17       | 4     |
| Central Córdoba (Santiago del Estero) | Argentina | 2010      | 6        | 1     |
| Villa Mitre de Bahía Blanca           | Argentina | 2011      | 16       | 6     |
| Cipoletti                             | Argentina | 2011      | 12       | 1     |
| Racing de Olavarría                   | Argentina | 2012      | 17       | 7     |
| Flandria                              | Argentina | 2012-2013 | 32       | 13    |
| Ñublense                              | Chile     | 2013-2014 | 39       | 25    |
| Al-Shahaniya SC                       | Catar     | 2014-2015 | 18       | 7     |
| Huachipato                            | Chile     | 2015-2016 | 30       | 10    |
| Temperley                             | Argentina | 2016-2017 | 23       | 1     |
| Al-Shahaniya SC                       | Catar     | 2017-2019 | 18       | 8     |
| Dibba                                 | EAU       | 2019      | ?        | ?     |
| Al-Markhiya                           | Catar     | 2020      | ?        | ?     |
| Al Faisaly                            | Jordania  | 2020-2021 | ?        | ?     |
| Villa Dálmine                         | Argentina | 2021      | 6        | 0     |
| Club Ciudad de Bolívar                | Argentina | 2021-2022 | 32       | 5     |
| Al-Shahaniya SC                       | Catar     | 2022      | 19       | 8     |
| Club Ciudad de Bolívar                | Argentina | 2022-2024 | 0        | 0     |
| Deportes Puerto Montt                 | Chile     | 2024-Act. | 0        | 0     |

## Palmarés

### Distinciones individuales
| Distinción                                              | Año    |
| ------------------------------------------------------- | ------ |
| Máximo goleador de Primera División de Chile (11 goles) | 2013-A |